# АЕС Богуниці
Ясловоськобогуницька АЕ́С — атомна електростанція у Західній частині Словаччини.
Станція розташована поблизу селища Ясловскі Богуниці за 14 км на північ від Трнави.
На території станції знаходиться енергоблок А1 з важководним реактором з газовим охолодженням спільного радянсько-чехословацького проєкту КС-150. КС — «котел селеновий», селеном у радянському атомному проєкті іменували торій, а котлами — реактори. Більшість радянських концепцій важководних реакторів того часу передбачали, як варіант, можливість роботи в торієвому циклі. Фізична частина проєкту реактора була розроблена під керівництвом Абрама Аліханова та Василя Володимирського в Інституті теоретичної та експериментальної фізики. Розробка тепловидільних елементів (ТВЕЛів) для КС-150 велася у Харківському фізико-технічному інституті Академії наук Української РСР. Реактор був виготовлений компанією Skoda та запущений у 1972 році, після 14 років будівництва.
Дві черги (V-1 та V-2) складаються з двох енергоблоків із водно-водяними ядерними реакторами радянської моделі ВВЕР-440 кожна. При вступі Словаччини до Євросоюзу було підписано угоду про виведення з експлуатації двох енергоблоків V-1. Перший реактор був зупинений у 2006 році, другий у 2008 році. Таким чином, чинними є два енергоблоки ВВЕР-440 другої черги (V-2).

## Аварії
- 5 січня 1976 року після перевантаження палива стався серйозний інцидент на блоці А1. Автоматика помилково показала, що одна з нових паливних збірок щільно встала на посадкове місце, однак це було не так. Після подачі охолоджувального середовища почався витік теплоносія, вуглекислого газу, в реакторний зал. Два працівники, що своєчасно не дотримались аварійних інструкцій, задихнулися. Нещасний випадок не привів до опромінення персоналу та пошкодження обладнання, тож реактор незабаром був знову запущений.

- 22 лютого 1977 року на блоці А1 сталася аварія унаслідок помилки персоналу. Свіжу паливну збірку перед завантаженням в активну зону недостатньо якісно очистили від силікагелю, що використовувався як консерваційний захист від вологости у процесі транспортування та зберігання збірок. Невидалений силікагель перекрив просвіти у збірці, через котрі охолоджувалися паливні елементи. У результаті стався локальний перепал паливних оболонок і радіоактивні продукти ділення потрапили до першого та другого контурів реакторної установки. Після аварії, яка відповідала 4-му рівню за міжнародною шкалою ядерних подій (INES), було прийнято рішення припинити експлуатацію блоку А1, головним чином, через економічні причини[7][8].

## Інформація про енергоблоки
| Енергоблок  | Тип реакторів | Потужність | Потужність | Початок будівництва | Підімкнення до мережі | Введення в експлуатацію | Закриття    |
| Енергоблок  | Тип реакторів | Чистий     | Брутто     | Початок будівництва | Підімкнення до мережі | Введення в експлуатацію | Закриття    |
| ----------- | ------------- | ---------- | ---------- | ------------------- | --------------------- | ----------------------- | ----------- |
| Богуниці А1 | КС-150        | 121 МВт    | 150 МВт    | 01.08.1958          | 25.12.1972            | 25.12.1972              | 17.05.1979  |
| Богуниці-1  | ВВЕР-440/230  | 408 МВт    | 440 МВт    | 24.04.1972          | 17.12.1978            | 01.04.1980              | 31.12.2006  |
| Богуниці-2  | ВВЕР-440/230  | 408 МВт    | 440 МВт    | 24.04.1972          | 26.03.1980            | 01.01.1981              | 31.12.2008  |
| Богуниці-3  | ВВЕР-440/213  | 471 МВт    | 505 МВт    | 01.12.1976          | 20.08.1984            | 14.02.1985              | 2034 (план) |
| Богуниці-4  | ВВЕР-440/213  | 471 МВт    | 505 МВт    | 01.12.1976          | 09.08.1985            | 18.12.1985              | 2035 (план) |